# Ali Yarayan

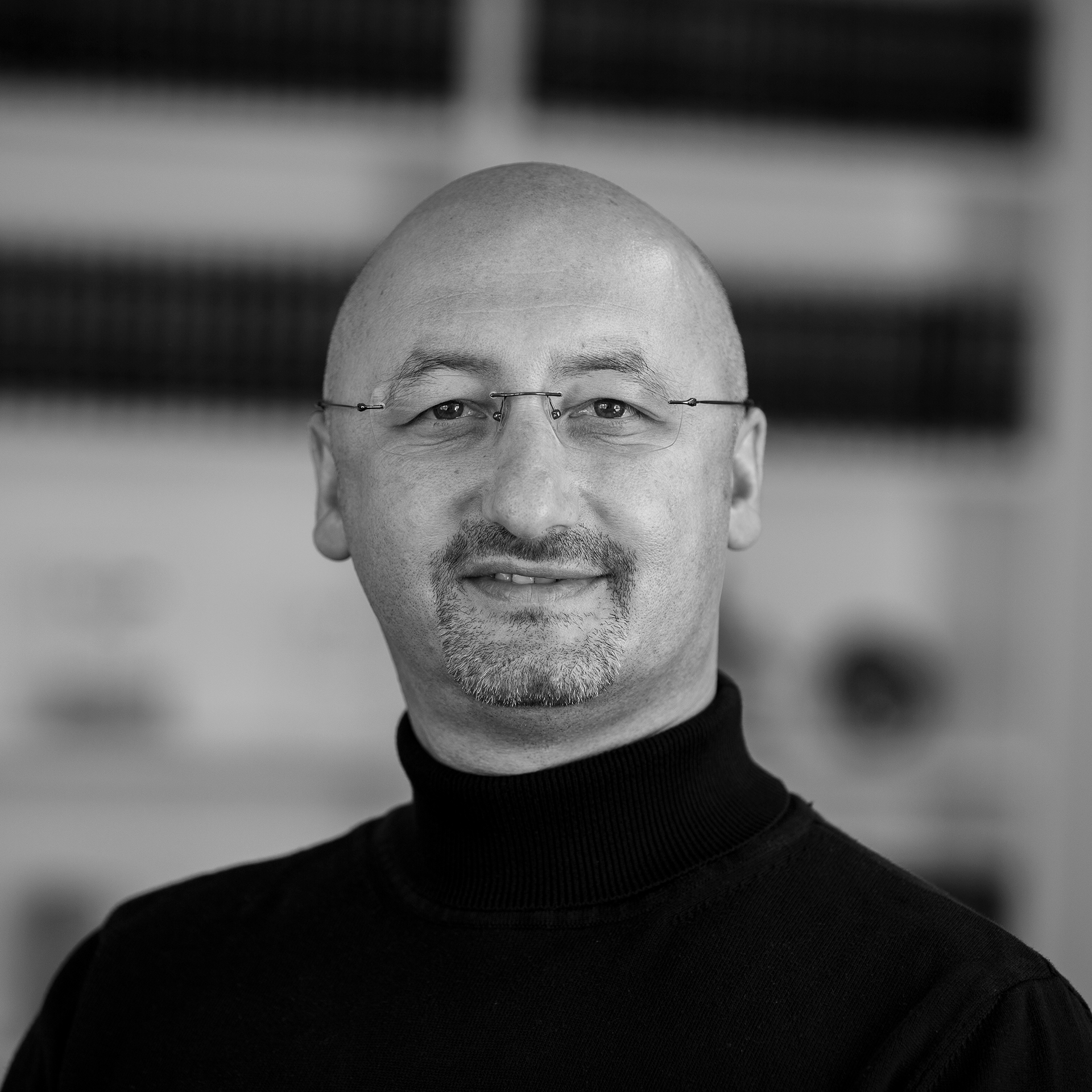
Ali Yarayan (2021)

Ali Yarayan (* 22. Juni 1976 in Müllheim (Baden)) ist ein deutscher Unternehmer, Jurist, Rechtsanwalt, Hochschullehrer und Direktor der Forschungsstelle für türkisches Recht an der Friedrich-Alexander-Universität Erlangen-Nürnberg.

## Leben
1995–2000 legte Yarayan sein Studium der Rechtswissenschaften an der Albert-Ludwigs-Universität Freiburg ab und erhielt 2003 die Zulassung als Rechtsanwalt. Die Promotion zum Dr. jur. bei Manfred Rehbinder an der Universität Freiburg mit einer rechtsvergleichenden Dissertation zum deutsch-türkischen Datenbankschutz erhielt er im Jahre 2004. Neben seiner anwaltlichen Tätigkeit war Yarayan ab Mai 2006 bis März 2008 Lehrbeauftragter an der Friedrich-Alexander-Universität Erlangen-Nürnberg (FAU). Seit 2010 ist er Fachanwalt für Handels- und Gesellschaftsrecht. Yarayan war von April 2008 bis November 2013 Inhaber des Lektorats für türkisches Recht und ist seit November 2013 Direktor der Forschungsstelle für türkisches Recht an der Universität Erlangen-Nürnberg. Im Oktober 2016 wurde er sodann zum Honorarprofessor an der FAU im Fachgebiet Bürgerliches Recht, insbesondere Wirtschaftsrecht, Türkisches Recht und Rechtsvergleichung ernannt. Seit März 2017 ist er ferner Gastprofessor am Türkisch-Deutschen Rechtszentrum der Ankara-Universität. Im Februar 2022 hat er die Bidirex GmbH mitgegründet, ein Unternehmen u. a. im Bereich der Elektromobilität und der erneuerbaren Energien, in dem er Geschäftsführer ist. Mitgesellschafter ist dort auch Jürgen Fitschen, ehemaliger Co-CEO der Deutschen Bank AG.
Yarayan ist verheiratet und Vater von zwei Kindern.

## Werke (Auszug)
- Der Schutz von Datenbanken im deutschen und türkischen Recht, UFITA-Schriftenreihe Bd. 229, Baden-Baden 2005, zugleich Dissertation Universität Freiburg, 309 Seiten[6]
- Türk Medenî Hukuku – Temel Bilgiler (deutsch: Türkisches Zivilrecht – Grundlagenwissen), 2013, 669 Seiten
- Gesetz über Geistes- und Kunstwerke: Übersetzung des türkischen Urheberrechtsgesetzes (Schriften zur Rechtswissenschaft), wvb Wissenschaftlicher Verlag Berlin, 1. Januar 2004
- Fikir ve Sanat Eserleri Kanunu’nun Avrupa Briliği Mevzuatına Uyumu (Konformität des Gesetzes über Geistes- und Kunstwerke mit dem Recht der Europäischen Union), in: FMR Ankara Barosu Fikri Mülkiyet ve Rekabet Hukuku Dergisi (Zeitschrift über geistiges Eigentum und Wettbewerbsrecht der Rechtsanwaltskammer Ankara), 2006, S. 121–137
- Das türkische Markenrecht - Ein Überblick über Rechtsgrundlagen, Rechtsprechung und gerichtliche Durchsetzung, MarkenR 2015, S. 282–293
- Das türkische Konzernrecht – Ein Überblick über die Rechtsgrundlagen und die Konzernhaftung (gemeinsam mit Kemal Şenocak), RIW 2016, S. 122
- Kötüniyetli Marka Tescili (Bösgläubige Markenanmeldung; gemeinsam mit Kemal Şenocak), Terazi (monatlich erscheinende türkische Rechtszeitschrift), 111. Ausgabe November 2015, S. 99–107
- Die Ehescheidung nach türkischem Recht in der deutschen Rechtspraxis, NZFam 2016, S. 1141–1147
- Das Ehegüterrecht nach türkischem Recht in der deutschen Rechtspraxis, NZFam 2016, S. 1147–1153
- Die Morgengabe nach türkischem Recht in der deutschen Rechtspraxis, NZFam 2016, S. 1153–1155